# Lech II

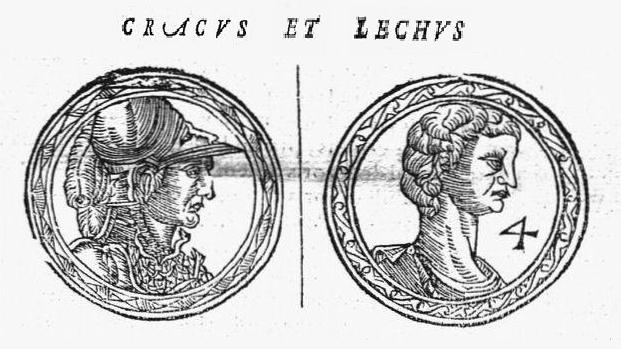
Lech II và anh trai Krak (đừng nhầm với Krak II)

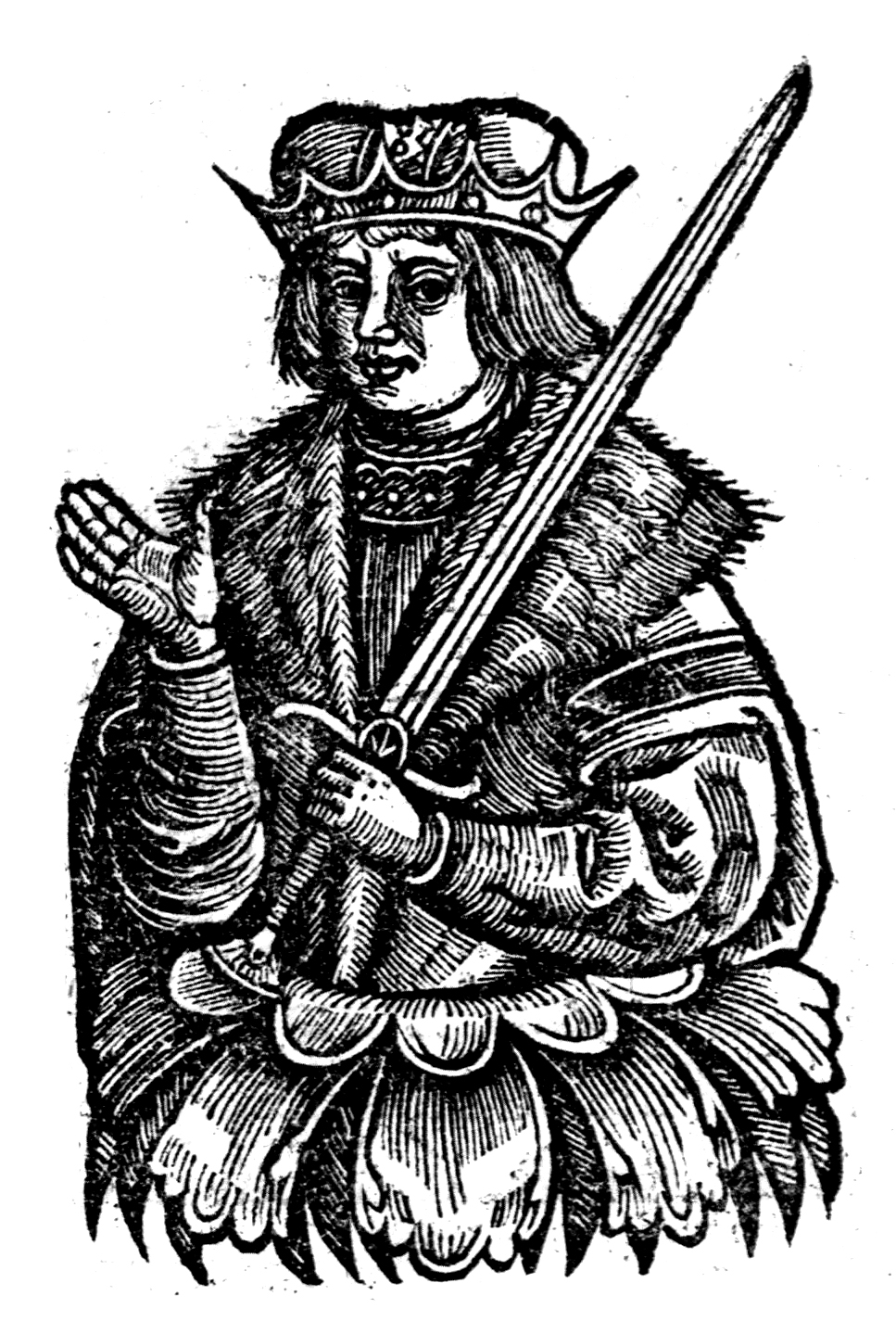
Lech II – Lech II - bản khắc gỗ từ Biên niên sử Maciej Miechowita

Lech II – người cai trị huyền thoại của Ba Lan, xuất hiện lần đầu tiên trong tác phẩm của Jan Długosz. Ông nổi tiếng vì là con trai và người kế vị của Krak I.
Theo Długosz, sau cái chết của cha, Lech II, vì ham muốn quyền lực và lòng ghen tị, đã giết chết anh trai tên là Krak (cùng tên với cha). Ông gây ra tội ác khi đi săn và che giấu bằng cách chặt xác và chôn trong cát. Sau đó, biên niên sử kể về lời khai gian của Lech trước mặt tất cả các bô lão sau đó Lech còn giả bộ rơi nước mắt. Cuối cùng thần dân bị ông thuyết phục và tôn ông làm vua. Ông có những chính sách khá hay và củng cố vững ngôi vị trong nhiều năm.
Długosz đưa ra hai giả thuyết về đoạn kết của cuộc đời Lech II, một là người ta đã phát hiện ra âm mưu (có nhân chứng) rồi lật đổ Lech.  Còn giả thuyết thứ hai, Thượng Đế anh minh đã trừng phạt Lech bằng cách làm hắn trở thành một ông vua già không có con. Sau khi qua đời, Công chúa Wanda nối ngôi, đây là vua cuối cùng của triều đại Krak.
So với các truyền thuyết triều đại trước (Wincenty Kadłubek, Biên niên sử Đại Ba Lan) Długosz đã thực hiện một số thay đổi đáng kể về tên của các con trai của Krak. Cụ thể, theo các ghi chép trước đó, người con út hay có tên giống cha mình (ví dụ Krak II), còn người con lớn không có tên. Ngoài ra, Długosz đã đổi bối cảnh truyền thuyết về Rồng Wawel từ thời của Krak I sang thời của Lech II, thu hẹp ý nghĩa câu chuyện là chỉ về huynh đệ tương tàn và sự đào tẩu. Vì vậy hoàn cảnh về cái chết của các con trai lớn của Krak đã thay đổi khá nhiều.